# Nuaillé-d’Aunis
Nuaillé-d’Aunis – miejscowość i gmina we Francji, w regionie Nowa Akwitania, w departamencie Charente-Maritime.
Według danych na rok 1990 gminę zamieszkiwało 550 osób, a gęstość zaludnienia wynosiła 33 osób/km² (wśród 1467 gmin regionu Poitou-Charentes Nuaillé-d’Aunis plasuje się na 519. miejscu pod względem liczby ludności, natomiast pod względem powierzchni na miejscu 508.).